# HMS Vargen (Vgn)
HMS Vargen (Vg, Vgn) var en ubåt i svenska flottan som byggdes vid Kockums Mekaniska Verkstads AB i Malmö och som sjösattes i maj 1960 och skrotades 1989 i Gävle.